# Polypodium conterminans
Polypodium conterminans är en stensöteväxtart som beskrevs av Frederik Michael Liebmann. Polypodium conterminans ingår i släktet Polypodium och familjen Polypodiaceae. Inga underarter finns listade.